# Campaña del este de Siria
La campaña del este de Siria —a veces denominada como campaña de Deir ez-Zor por los medios extranjeros—, fue una operación militar desarrollada por el gobierno sirio de Bashar al-Ásad contra las milicias de Estado Islámico en el este del territorio sirio en la frontera con Irak en el marco de la Guerra Civil Siria, los combates comenzaron el 14 de septiembre con la liberación de Deir ez-Zor, posteriormente diversas localidades menores fueron cayendo bajo el dominio del gobierno y provocando que las tropas yihadistas terminaran acorralados en la frontera. El 17 de diciembre del mismo año las fuerzas del gobierno sirio lograron expulsar a las milicias de Estado Islámico de la ribera occidental del río Éufrates, declarando terminada la campaña ese mismo día.
La campaña fue desarrollada en paralelo a la campaña del oeste de Irak realizada al otro lado de la frontera por el gobierno de Fuad Masum y en contrapeso a la ofensiva de Deir ez-Zor y la batalla de Al Raqqa realizada por las Fuerzas Democráticas Sirias.